# Antoni Chrzanowski
Antoni Chrzanowski (ur. 13 czerwca 1905 w Krakowie, zm. 29 marca 2000) - lekkoatleta Wisły Kraków, malarz, rysownik.

## Życiorys
W 1921 wstąpił do klubu Wisła Kraków jako futbolista. Szybko odkrył, że biegi będą jego dyscypliną i startował w biegach na 200 i 400 metrów oraz na 110 metrów przez płotki. Trenował rzetelnie ale sport uprawiał raczej dla zdrowia i przyjemności. Działał również w sekcji lekkoatletycznej TS Wisły Kraków.
Ukończył krakowską Akademię Sztuk Pięknych, gdzie był uczniem Alfreda Terleckiego i Leona Wyczółkowskiego. Główną jego dziedziną działania był rysunek i malarstwa. Od 1945 był członkiem Związku Polskich Artystów Plastyków.
Brał udział w 1968 w Międzynarodowym Triennale Rysunku we Wrocławiu. W swoich obrazach przedstawia architekturę, zabytki. Stworzył dokumentację Kaplicy Zygmuntowskiej na Wawelu. Z podróży zagranicznych przywoził akwarelę np. z Florencji.
Obrazy Chrzanowskiego znajdują się w Muzeum Narodowym w Krakowie oraz w Muzeum Architektury we Wrocławiu.
Zmarł 29 marca 2000 i pochowany jest na cmentarzu Rakowickim w Krakowie.